# Nagrada novo mesto
Nagrada novo mesto (od 2023 nagrada Maruše Krese) je slovenska literarna nagrada, ki jo podeljena vsako leto za najboljšo zbirko kratkih zgodb v preteklem letu. Organizira jo Založba Goga s sodelovanjem Društva slovenskih literarnih kritikov in je nastala zaradi umanjkanja pozornosti kratkim zgodbam po ukinitvi nagrade fabule. Nagrado medijsko sponzorira dnevni časopis Dnevnik (članki o nagradi, intervjuji z nominiranci). Nominiranci se predstavijo na vsakoletnem tridnevnem festivalu Novo mesto short, kjer zadnji dan predstavijo zmagovalca. Nagrajenec ali nagrajenka prejme finančno nagrado v vrednosti 2.000 evrov. Od 2023 je nagrada poimenovana po Maruši Krese.
| Leto | Zmagovalec                             | Nominiranci | Žirija |
| ---- | -------------------------------------- | --- | --- |
| 2017 | Suzana Tratnik: Noben glas             | Davorin Lenko: Postopoma zapuščati Misantropolis Lucija Stepančič: Tramvajkomanda, oddelek za pritožbe Jedrt Lapuh Maležič: Bojne barve | Ana Geršak (predsednica), Mojca Pišek, Žiga Rus                                                                  |
| 2018 | Eva Markun: Menažerija                 | Blaž Kutin: Tempirana bomba Tomo Podstenšek: Ribji krik Ana Schnabl: Razvezani                                                          | Ana Geršak (predsednica), Vanesa Matajc, Matej Bogataj, Mojca Pišek, Žiga Rus                                    |
| 2019 | Vesna Lemaić: Dobrodošli               | Andrej Blatnik: Ugrizi Miha Mazzini: Pohlep Andrej Tomažin: Anonimna tehnologija                                                        | Ana Geršak (predsednica), Vanesa Matajc, Matej Bogataj, Žiga Rus                                                 |
| 2020 | Sergej Curanović: Plavalec             | Ana Svetel: Dobra družba Veronika Simoniti: Fugato Zarja Vršič: Kozjeglavka                                                             | Ana Geršak (predsednica), Matej Bogataj, Vanesa Matajc, Žiga Rus                                                 |
| 2021 | Carlos Pascual: Nezakonita melanholija | Marko Golja: Prepozno, pozneje Anja Mugerli: Čebelja družina Agata Tomažič: Nož v ustih                                                 | Silvija Žnidar (predsednica), Matej Bogataj, Žiga Rus, Robert Kuret                                              |
| 2022 | Franci Novak: Obvoz                    | Kazimir Kolar: Zgodbe nekega slabiča Tomaž Kosmač: Ko jebe Manka Kremenšek Križman: Tujci                                               | Maja Šučur (predsednica), Robert Kuret, Muanis Sinanović                                                         |
| 2023 | Ajda Bračič: Leteči ljudje             | - Miklavž Komelj: Prva kresnica - Mojca Kumerdej: Gluha soba - Vesna Lemaić: Trznil je, odprla je oko                                   | Iztok Ilc (predsednik), Katarina Modic, Maruša Mugerli Lavrenčič, Gregor Podlogar, Martina Potisk, Andrej Predin |
| 2024 | Neli (Kodrič) Filipić: Srečni konci    | - Mateja Mahnič: Pišem. Življenje rišem - Jedrt Maležič: Dvoliki - Muanis Sinanović: Na senčni strani blokov                            | Katarina Modic, Maruša Mugerli Lavrenčič, Saša Jerele, Aleksandra Gačić                                          |